# Braised sauerkraut

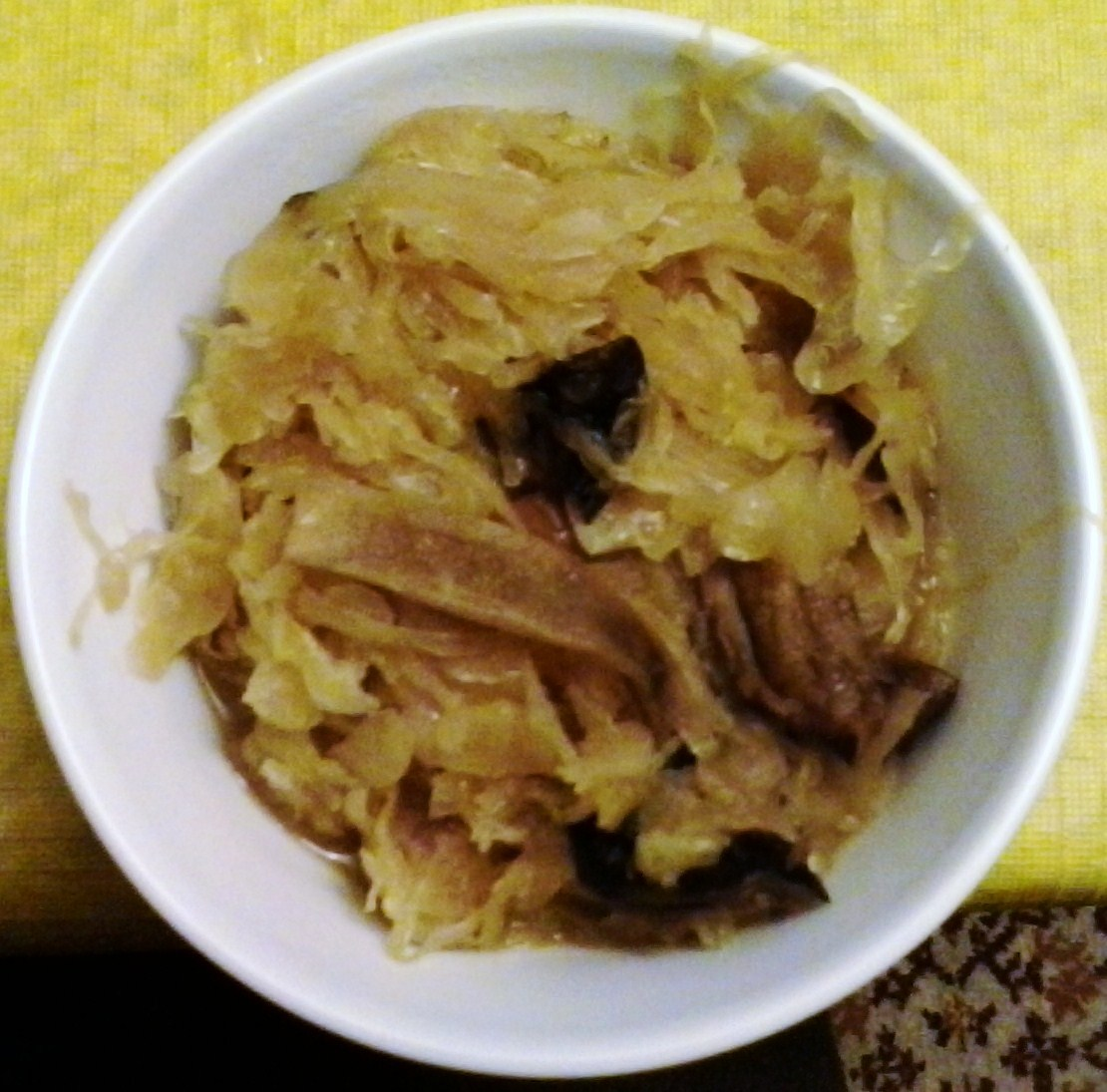
Kapusta với nấm

Zasmażana kapusta, được nhiều người Ba Lan gọi đơn giản là kapusta [kah-POOS-tah] (đó là từ Ba Lan có nghĩa là "bắp cải"), là một món ăn Ba Lan được om  hoặc hầm dưa cải  hoặc bắp cải, với thịt xông khói, nấm và hành tây hoặc tỏi. Nó được nêm muối, hạt tiêu và đôi khi lá nguyệt quế, hạt caraway, đường, ớt bột và táo. Các món ăn truyền thống thường được phục vụ cùng với khoai tây luộc như một món ăn kèm cho sườn heo, thịt lợn cốt lết hoặc các món thịt lợn khác, thịt bê. Trong một số ngôi nhà, kapusta được phục vụ rất mỏng, gần giống như một món súp. Ở những ngôi nhà khác, các thành phần của nó được làm dày bằng bột hoặc nấu cho đến khi nó trở nên dày gần như khoai tây nghiền. Nó đã được mô tả là ít chua trong hương vị so với dưa cải Đức.
Bắp cải, thành phần chính, thường được ngâm, như dưa cải bắp, được trộn với hỗn hợp nấm và hành tây và thịt lợn béo, thịt xông khói, hoặc đôi khi kielbasa hun khói. Hầu như luôn luôn các món ăn có chứa một loại roux.

## Nền Văn Hóa phổ biến
Một chương trong tiểu thuyết của Herta Müller The Hunger Angel (Atemschaukel) liên quan đến mối quan hệ của nhân vật chính với kapusta, đại diện cho cả cuộc đời của anh ta như một tù nhân và hy vọng tự do.